# Руйобецу

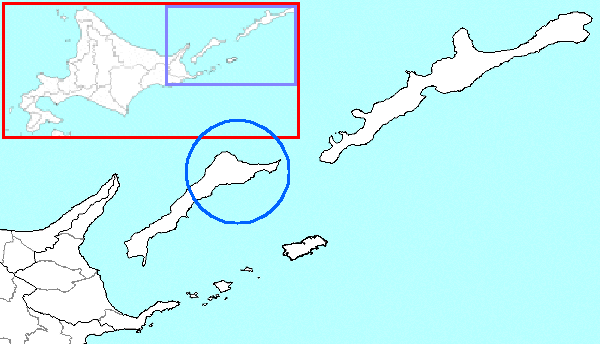

44°26′ пн. ш. 146°15′ сх. д. / 44.433° пн. ш. 146.250° сх. д.
Руйобе́цу (яп. 留夜別村, るよべつむら, МФА: [ɾujobet͡su muɾa]) — село в Японії, в повіті Кунасірі округу Немуро префектури Хоккайдо. Розташоване у східній частині острова Кунашир. Засноване 1884 року. 1945 року окуповане радянськими військами в ході радянсько-японської війни. Територія села контролюється Росією, проте саме село продовжує існувати в офіційних реєстрах Японії як адміністративна одиниця і самоврядна організація. Згідно з офіційною позицією японського уряду село вважається окупованим. Територія села контролюється містом Южно-Сахалінськ.